# Anatoliska språk
Anatoliska språk är en grupp i äldre tid i Anatolien talade språk som antingen utgör en egen språkgrupp inom den indoeuropeiska språkfamiljen eller en systergrupp till övriga indoeuropeiska språk. Hettitiska är det bäst kända av de anatoliska språken. Andra språk i gruppen är luviska (ibland kallat "hieroglyfhettitiska" på grund av skriftsystemet), palaiska, kariska, lydiska och lykiska.. Samtliga språk inom den anatoliska språkgruppen är numera utdöda.